# Флаг сельского поселения Ядроминское
Флаг муниципального образования сельское поселение Ядроминское Истринского муниципального района Московской области Российской Федерации — опознавательно-правовой знак, служащий официальным символом муниципального образования.
Флаг утверждён 29 сентября 2010 года и 29 марта 2011 года внесён в Государственный геральдический регистр Российской Федерации с присвоением регистрационного номера 6748.

## Описание
«Прямоугольное двухстороннее полотнище с отношением ширины к длине 2:3, состоящее из четырёх равных прямоугольных частей (красной и голубой у древка и голубой и красной у свободного края) и несущее фигуры из герба поселения: диагонально нисходящую с верхнего угла у древка белую стенозубчатую полосу под выходящим сверху жёлтым солнцем, а в голубых частях — лосей».

## Символика

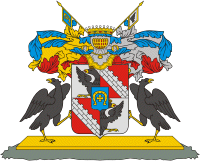
Герб рода графов Чернышёвых

Флаг сельского поселения Ядроминское языком символов и аллегорий раскрывает его историю и особенности.
Стенозубчатая полоса на красном, подобная перевязи из герба графа Чернышёва, символизирует связь прошлого с настоящим. Известный генерал-губернатор Москвы граф З. Г. Чернышёв владел деревней Лужки (прежнее название Холуяниха), входящей в настоящее время в состав сельского поселения Ядроминское. Большое внимание граф уделял строительству дорожной сети, что способствовало развитию Истринского края и всей Московской губернии. Стена (стенозубчатая полоса) — символ надёжности и самостоятельности.
В то же время перевязь — аллегория Ново-Рижской автомагистрали, проходящей по территории поселения. В настоящее время в пределах Ядроминского поселения проектируется специальный переход через автомагистраль, для миграции (перехода из одного месторасположения в другое) диких животных, в том числе лосей.
Лось символизирует богатую природу сельского поселения.
Выходящее сияющее солнце символизирует неразрывную историческую связь сельского поселения Ядроминское с Истринским районом: солнце — фигура флага и герба Истринского муниципального района.
Красный цвет — символ мужества, жизнеутверждающей силы и красоты, праздника, труда.
Голубой цвет (лазурь) — символ возвышенных устремлений, искренности, преданности, возрождения.
Белый цвет (серебро) — символ чистоты, ясности, открытости, божественной мудрости, примирения.
Жёлтый цвет (золото) — символ высшей ценности, величия, великодушия, богатства, урожая.